# 布爾芬奇嶺
布爾芬奇嶺（英語：Bulfinch Ridge），是南極洲的山嶺，位於維多利亞地的斯科特海岸，長7公里，以美國海軍的指揮官命名，現時由南極條約體系管理。

## 外部連結
. . United States Geological Survey.   [2011-10-05].
76°29′S 162°13′E / 76.483°S 162.217°E